# Championnats du monde de ski-alpinisme 2013
Navigation
Édition précédente Édition suivante
Les Championnats du monde de ski-alpinisme 2013, organisés par l'International Ski Mountaineering Federation (ISMF), se sont tenus à Pelvoux en  France, du 9 au 16 février 2013.

## Résultats

### Sprint
Évènement couru le 11 février 2013.
| Rang               | Participante          |
| ------------------ | --------------------- |
| Médaille d'or      | Mireille Richard      |
| Médaille d'argent  | Nina Silitch          |
| Médaille de bronze | Emelie Forsberg       |
| 4                  | Anna Figura           |
| 5                  | Valentine Favre       |
| 6                  | Elena Nicolini        |
| 7                  | Marion Maneglia       |
| 8                  | Emile Gex-Fabry       |
| 9                  | Melanie Bernier       |
| 10                 | Alessandra Cazzanelli |

| Rang               | Participant      |
| ------------------ | ---------------- |
| Médaille d'or      | Josef Rottmoser  |
| Médaille d'argent  | Marcel Marti     |
| Médaille de bronze | Yannick Ecoeur   |
| 4                  | Robert Antonioli |
| 5                  | Andreas Steindl  |
| 6                  | Cyril Gardet     |
| 7                  | Denis Trento     |
| 8                  | Alan Tissières   |
| 9                  | Yann Gachet      |
| 10                 | Martin Weisskopf |

### Individuel
Évènement couru le 13 février 2013.
Liste des 10 meilleurs participants:
| Rang               | Participante              | Total temps     |
| ------------------ | ------------------------- | --------------- |
| Médaille d'or      | Laëtitia Roux             | 1 h 20 min 03 s |
| Médaille d'argent  | Axelle Mollaret           | 1 h 24 min 28 s |
| Médaille de bronze | Gloriana Pellissier       | 1 h 24 min 30 s |
| 4                  | Mireia Miro Varela        | 1 h 25 min 18 s |
| 5                  | Sophie Dusautoir Bertrand | 1 h 26 min 43 s |
| 6                  | Emelie Forsberg           | 1 h 26 min 48 s |
| 7                  | Valentine Fabre           | 1 h 29 min 02 s |
| 8                  | Elena Nicolini            | 1 h 30 min 15 s |
| 9                  | Maude Mathys              | 1 h 30 min 34 s |
| 10                 | Jennifer Fiechter         | 1 h 30 min 42 s |

| Rang               | Participant           | Total temps     |
| ------------------ | --------------------- | --------------- |
| Médaille d'or      | William Bon Mardion   | 1 h 22 min 36 s |
| Médaille d'argent  | Mathéo Jacquemoud     | 1 h 23 min 07 s |
| Médaille de bronze | Kilian Jornet Burgada | 1 h 24 min 08 s |
| 4                  | Damiano Lenzi         | 1 h 25 min 02 s |
| 5                  | Robert Antonioli      | 1 h 25 min 08 s |
| 6                  | Alexis Sevennec       | 1 h 25 min 50 s |
| 7                  | Manfred Reichegger    | 1 h 26 min 08 s |
| 8                  | Matteo Eydallin       | 1 h 26 min 15 s |
| 9                  | Michele Boscacci      | 1 h 26 min 45 s |
| 10                 | Martin Anthamatten    | 1 h 27 min 10 s |

### Vertical Race
Évènement couru le 14 février 2013.
| Rang               | Participant               | Total temps |
| ------------------ | ------------------------- | ----------- |
| Médaille d'or      | Laëtitia Roux             | 30 min 28 s |
| Médaille d'argent  | Mireia Miro Varela        | 30 min 50 s |
| Médaille de bronze | Emelie Forsberg           | 31 min 20 s |
| 4                  | Maude Mathys              | 31 min 26 s |
| 5                  | Gloriana Pellissier       | 31 min 57 s |
| 6                  | Sophie Dusautoir Bertrand | 32 min 04 s |
| 7                  | Axelle Mollaret           | 33 min 05 s |
| 8                  | Victoria Kreuzer          | 33 min 39 s |
| 9                  | Marta Riba Carlos         | 33 min 52 s |
| 10                 | Larissa Soboleva          | 34 min 00 s |

| Rang               | Participant           | Total temps |
| ------------------ | --------------------- | ----------- |
| Médaille d'or      | Kilian Jornet Burgada | 25 min 33 s |
| Médaille d'argent  | Martin Anthamatten    | 25 min 45 s |
| Médaille de bronze | Damiano Lenzi         | 26 min 01 s |
| 4                  | Mathéo Jacquemoud     | 26 min 11 s |
| 5                  | Manfred Reichegger    | 26 min 25 s |
| 6                  | Yannick Ecoeur        | 26 min 30 s |
| 7                  | William Bon Mardion   | 26 min 32 s |
| 8                  | Michele Boscacci      | 26 min 39 s |
| 9                  | Nejc Kuhar            | 26 min 45 s |
| 10                 | Robert Antonioli      | 26 min 54 s |

### Par équipe
Évènement couru le 10 février 2013
| Rang               | Équipe                  | Total temps     |
| ------------------ | ----------------------- | --------------- |
| Médaille d'or      | Mollaret/Roux           | 2 h 59 min 45 s |
| Médaille d'argent  | Nicolini/Pellisier      | 3 h 04 min 44 s |
| Médaille de bronze | Mathys/Gex-Fabry        | 3 h 12 min 07 s |
| 4                  | Miro Varela/Riba Carlos | 3 h 14 min 55 s |
| 5                  | Forsberg/Vikberg        | 3 h 15 min 27 s |
| 6                  | Smiley/Kremer           | 3 h 24 min 55 s |
| 7                  | Fargues Gimero/Comet    | 3 h 36 min 49 s |
| 8                  | Haukøy/Hovdenak         | 3 h 48 min 21 s |
| 9                  | McKirdy/Burley          | 4 h 01 min 42 s |
| 10                 | Douglas/Young           | 4 h 08 min 37 s |

| Rang               | Équipe                          | Total temps     |
| ------------------ | ------------------------------- | --------------- |
| Médaille d'or      | Jacquemoud/Bon Mardion          | 2 h 32 min 17 s |
| Médaille d'argent  | Reichegger/Eydallin             | 2 h 34 min 16 s |
| Médaille de bronze | Gachet/Sevennec                 | 2 h 36 min 10 s |
| 4                  | Lanfranchi/Galizzi              | 2 h 40 min 53 s |
| 5                  | Anthamatten/Ecoeur              | 2 h 41 min 49 s |
| 6                  | Lenzi/Holzknecht                | 2 h 42 min 11 s |
| 7                  | Jornet Burgada/Pinsach Rubirola | 2 h 42 min 40 s |
| 8                  | Blanc/Favre                     | 2 h 46 min 10 s |
| 9                  | Solà Pastoret/Caballero Ortega  | 2 h 50 min 00 s |
| 10                 | Taam/Gaston                     | 2 h 58 min 54 s |

### Relais
Évènement couru le 15 février 2013
| Rang               | Équipe                                | Total temps |
| ------------------ | ------------------------------------- | ----------- |
| Médaille d'or      | Roux/V. Fabre/Mollaret                | 32 min 35 s |
| Médaille d'argent  | Pellissier/Nicolini/Cazzanelli        | 33 min 47 s |
| Médaille de bronze | Gex-Fabry/Mathys/Richard              | 34 min 23 s |
| 4                  | Garcia Farres/Riba Carlos/Miró Varela | 35 min 56 s |
| 5                  | Tasz/Figura/Tybor                     | 37 min 16 s |
| 6                  | Bernier/McKirdy/Burley                | 39 min 38 s |
| 7                  | Haukøy/Bakketun/H.G. Hovdenak         | 40 min 07 s |
| 8                  | Young/Kremer/Edwards                  | 41 min 16 s |
| 9                  | Moore/Frost/Callaghan                 | 42 min 38 s |
| 10                 | Khaustova/Donskikh/Soboleva           | dns         |

| Rang               | Équipe                                                        | Total temps |
| ------------------ | ------------------------------------------------------------- | ----------- |
| Médaille d'or      | Marti/Anthamatten/Ecoeur/Steindl                              | 34 min 10 s |
| Médaille d'argent  | Reichegger/Boscacci/Antonioli/Lenzi                           | 33 min 11 s |
| Médaille de bronze | Bon Mardion/Jacquemoud/Sevennec/Gachet                        | 34 min 50 s |
| 4                  | Pinsach Rubirola/Jornet Burgada/Cardona Coll/Caballero Ortega | 36 min 47 s |
| 5                  | Rottmoser/Palzer/Bliemsrieder/Unger                           | 37 min 24 s |
| 6                  | Rohringer/Weisskopf/Wallner/Stock                             | 38 min 45 s |
| 7                  | Berger/Tronvoll/Skjervheim/Hovdenak                           | 39 min 54 s |
| 8                  | Triler/Senk/Miklosa/Kuhar                                     | 40 min 24 s |
| 9                  | Schalles/Knight/Thoni/McNab                                   | 41 min 10 s |
| 10                 | Albos Cavaliere/Soler Fernandez/Areny Bernabe/Vila Bonell     | 41 min 35 s |

### Combiné
(Classement Vertical Race, Individuel et Équipes)
| Rang               | Participant |
| ------------------ | ----------- |
| Médaille d'or      |             |
| Médaille d'argent  |             |
| Médaille de bronze |             |
| 4                  |             |
| 5                  |             |
| 6                  |             |
| 7                  |             |
| 8                  |             |
| 9                  |             |
| 10                 |             |

| Rang               | Participant |
| ------------------ | ----------- |
| Médaille d'or      |             |
| Médaille d'argent  |             |
| Médaille de bronze |             |
| 4                  |             |
| 5                  |             |
| 6                  |             |
| 7                  |             |
| 8                  |             |
| 9                  |             |
| 10                 |             |